# إنديانابوليس 500 سنة 1966
سباق إنديانا بوليس -500 ميل 1966 أقيم في حلبة إنديانابوليس موتور سبيدواي في 30 مايو 1966 وفاز في السباق غراهام هيل من فريق جون ميكوم، الابن بمتوسط سرعة 144.317 ميل/س (232.256 كم/س).
وكان أول المنطلقين ماريو أندريتي بسرعة 165.899 ميل/س (266.989 كم/س).